# Liste der chinesischen Orden und Ehrenzeichen
Diese Liste gibt einen Überblick über die chinesischen Orden und Ehrenzeichen.

## Kaiserreich (bis 1912)
- Drachen-Orden (1862)
- Orden vom Doppelten Drachen (1882)
- Orden des Throns (1911)
- Orden vom Blauen Drachen (1911)
- Orden vom Gelben Drachen (1911)
- Orden vom Roten Drachen (1911)
- Orden vom Schwarzen Drachen (1911)

## Republik China (seit 1912)
- Orden für Rang und Verdienst (1912)
- Orden vom Gestreiften Tiger (1912)
- Orden der Goldenen Ähre (1912)
- Orden der Kostbaren Strahlenden Goldenen Ähre (1916)
- Militär-Verdienstmedaille (1920)
- Orden der Strahlenden Jade (1933)
- Orden der Glücksbringenden Wolken (1935)
- Orden vom Strahlenden Stern (1941)

## Volksrepublik China (seit 1949)
- Medaille für die Befreiung der Mandschurei (1949)
- Militärbefreiungsmedaille für Nord-China (1950)
- Korea-Kriegserinnerungsmedaille (1951)
- China-UdSSR-Freundschafts-Medaille (1951)
- Medaille für die Befreiung Tibets (1952)
- Medaille des Friedens (1953)
- Armee-Medaille (1954)
- Verdienst-Medaille der Provinz Jilin (1961)
- Medaille für die Niederschlagung des Aufstandes (1989)